# E3 Prijs Vlaanderen 2008
La 51.ª edición de la clásica ciclista E3 Prijs Vlaanderen fue una carrera en Bélgica que se celebró el 29 de marzo de 2008 sobre un recorrido de 203 kilómetros con inicio y final en la ciudad de Harelbeke. 
La carrera formó parte del UCI Europe Tour 2007-2008 y fue ganada por el ciclista noruego Kurt Asle Arvesen del CSC.

## Clasificación final
Las clasificaciones finalizaron de la siguiente forma:
| \| Clasificación general \| Clasificación general \| Clasificación general \| Clasificación general \| Clasificación general \| \| Ciclista \| Ciclista \| Equipo \| Tiempo \| \| \| --------------------- \| --------------------- \| ------------------------------- \| --------------------- \| --------------------- \| \| 1.º \| Kurt Asle Arvesen \| CSC \| 4 h 57 min 03 s \| \| \| 2.º \| David Kopp \| Cycle Collstrop \| + 5 s \| \| \| 3.º \| Greg Van Avermaet \| Silence-Lotto \| + 5 s \| \| \| 4.º \| Thomas Voeckler \| Bouygues Telecom \| + 5 s \| \| \| 5.º \| Janek Tombak \| Mitsubishi-Jartazi \| + 5 s \| \| \| 6.º \| Bernhard Eisel \| High Road \| + 26 s \| \| \| 7.º \| Matti Breschel \| CSC \| + 1 min 20 s \| \| \| 8.º \| Tom Boonen \| Quick Step \| + 1 min 20 s \| \| \| 9.º \| Stijn Devolder \| Quick Step \| + 1 min 20 s \| \| \| 10.º \| Staf Scheirlinckx \| Cofidis-Le Crédit par Téléphone \| + 1 min 20 s \| \| \| 11.º \| Michael Schär \| Astana \| + 1 min 20 s \| \| \| 12.º \| Lars Ytting Bak \| CSC \| + 1 min 20 s \| \| \| 13.º \| Leif Hoste \| Silence-Lotto \| + 1 min 20 s \| \| \| 14.º \| Maarten Tjallingii \| Silence-Lotto \| + 1 min 20 s \| \| \| 15.º \| Kristof Vandewalle \| Topsport Vlaanderen \| + 1 min 20 s \| \| \| 16.º \| Fabian Cancellara \| CSC \| + 3 min 38 s \| \| \| 17.º \| Simon Špilak \| Lampre \| + 3 min 38 s \| \| \| 18.º \| Serguéi Ivanov \| Astana \| + 4 min 15 s \| \| \| 19.º \| Marcel Sieberg \| High Road \| + 4 min 15 s \| \| \| 20.º \| Tom Veelers \| Skil-Shimano \| + 4 min 15 s \| \| |                    |                                 |                 |
| |                    |                                 |                 |
| Fuente: ProCyclingStats |                    |                                 |                 |
| Clasificación general |                    |                                 |                 |
| Ciclista | Ciclista           | Equipo                          | Tiempo          |
| 1.º | Kurt Asle Arvesen  | CSC                             | 4 h 57 min 03 s |
| 2.º | David Kopp         | Cycle Collstrop                 | + 5 s           |
| 3.º | Greg Van Avermaet  | Silence-Lotto                   | + 5 s           |
| 4.º | Thomas Voeckler    | Bouygues Telecom                | + 5 s           |
| 5.º | Janek Tombak       | Mitsubishi-Jartazi              | + 5 s           |
| 6.º | Bernhard Eisel     | High Road                       | + 26 s          |
| 7.º | Matti Breschel     | CSC                             | + 1 min 20 s    |
| 8.º | Tom Boonen         | Quick Step                      | + 1 min 20 s    |
| 9.º | Stijn Devolder     | Quick Step                      | + 1 min 20 s    |
| 10.º | Staf Scheirlinckx  | Cofidis-Le Crédit par Téléphone | + 1 min 20 s    |
| 11.º | Michael Schär      | Astana                          | + 1 min 20 s    |
| 12.º | Lars Ytting Bak    | CSC                             | + 1 min 20 s    |
| 13.º | Leif Hoste         | Silence-Lotto                   | + 1 min 20 s    |
| 14.º | Maarten Tjallingii | Silence-Lotto                   | + 1 min 20 s    |
| 15.º | Kristof Vandewalle | Topsport Vlaanderen             | + 1 min 20 s    |
| 16.º | Fabian Cancellara  | CSC                             | + 3 min 38 s    |
| 17.º | Simon Špilak       | Lampre                          | + 3 min 38 s    |
| 18.º | Serguéi Ivanov     | Astana                          | + 4 min 15 s    |
| 19.º | Marcel Sieberg     | High Road                       | + 4 min 15 s    |
| 20.º | Tom Veelers        | Skil-Shimano                    | + 4 min 15 s    |